# Acontia tropica
Acontia tropica là một loài bướm đêm trong họ Noctuidae.